# Viola Burnham
Viola Victorine Burnham, Viola Victorine Harper (ur. 26 listopada 1930 w New Amsterdam, zm. 10 października 2003) – gujańska nauczycielka i polityczka. Pierwsza dama Gujany w latach 1980–1985, wiceprezydentka i parlamentarzystka kraju w latach 1985–1991.

## Życiorys

### Młodość, edukacja i kariera zawodowa
Urodziła się 26 listopada 1930 w New Amsterdam w Gujanie Brytyjskiej jako Viola Victorine Harper. Miała siódemkę starszego rodzeństwa. Jej ojciec był dyrektorem lokalnej szkoły.
Uczęszczała do All Saints Scots School. Uzyskała stypendium na naukę w szkole średniej Berbice High School. Po śmierci ojca kontynuowała naukę na stypendium w Smith’s Church Congregational School w Georgetown, gdzie zdała egzaminy Advanced Level. Po ukończeniu szkoły pracowała jako dziennikarka w gazecie Argosy. W 1950 roku rozpoczęła pracę jako nauczycielka w Broad Street Government School. Po 4 latach uzyskała stypendium na studia na University of Leicester, gdzie zdobyła dyplom Bachelor of Arts z wyróżnieniem z łaciny. Cztery lata później ukończyła studia z angielskiego z dyplomem Master of Arts na University of Chicago. Podczas studiów, do 1967 roku, pracowała jako nauczycielka łaciny. Pracując w szkole została żoną ówczesnego premiera Gujany Forbesa Burnhama.

### Działalność polityczna
W 1967 roku została członkinią komitetu wykonawczego partii People's National Congress, zasiadając w nim do 1983 roku. W 1968 roku została przewodniczącą kobiecej frakcji partii, później przemianowanej na Women’s Revolutionary Socialist Movement (WRSM). Po wygraniu przez jej męża wyborów generalnych w 1980 roku została pierwszą damą Gujany.
Po śmierci swojego męża w 1985 roku została mianowana wiceprezydentką kraju. W administracji Desmonda Hoyte zajmowała się rozwojem społecznym, sprawami kobiet oraz kulturą.
W wyborach generalnych w Gujanie w 1985 roku z powodzeniem ubiegała się o mandat w Zgromadzeniu Narodowym Gujany. Pełniła tę funkcję od 19 września 1985 do 8 lipca 1991. W parlamencie była członkinią Komitetu ds. Macierzyństwa i Dobrostanu Dzieci, Komitetu ds. Zarządzania Szpitalami oraz przewodniczącą Komitetu ds. Zdrowia. Będąc członkinią parlamentu, pełniła funkcję zastępczyni premiera kraju.
Po przegranej w wyborach w 1992 roku odeszła na polityczną emeryturę, zostając rolniczką.

### Pozostała działalność
Była członkinią Guyana Mental Health Association oraz założycielką Guyana Mental Health Center. Była założycielką (1970) i pierwszą wiceprzewodniczącą Caribbean Women’s Association (CARIWA). Była przewodniczącą gujańskiej delegacji na trzy pierwsze World Conference on Women (1975, 1980 oraz 1985), które organizowane były przez Organizację Narodów Zjednoczonych.

### Pozostała działaność
W 1984 roku została odznaczona orderem Roraima.

### Życie prywatne
Mówiła w języku greckim klasycznym, języku angielskim oraz po łacinie.
Jej mężem od 1967 roku do swojej śmierci był wieloletni premier oraz późniejszy prezydent kraju – Forbes Burnham. Zmarła 10 października 2003 w wieku 72 lat po długiej walce z chorobą nowotworową.